# Погосян, Хорен Петрович
Хоре́н Петро́вич Погося́н (2 апреля 1904, Елизаветполь — 8 декабря 1988, Москва) — российский и советский учёный, метеоролог и физик атмосферы, профессор (с 1947), заслуженный деятель науки РСФСР (1970), лауреат Государственной премии СССР (1980).

## Биография
Родился 2 апреля 1904 года в городе Елисаветполь (ныне Гянджа, Азербайджан). В 1934 году окончил Московский гидрометеорологический институт работал в Центральном бюро погоды СССР, возглавив в 1942 году отдел краткосрочных прогнозов погоды. В 1946 году защитил докторскую диссертацию на тему «Сезонные колебания общей циркуляции атмосферы». В 1950 году возглавил Главную геофизическую обсерваторию им. А. И. Воейкова, в 1951—1953 годах — заместитель начальника Главного управления гидрометслужбы при СМ СССР; с 1953 года руководитель группы исследований глобальной циркуляции атмосферы в Гидрометцентре СССР, в 1979—1986 годах работал в нём советником.
Умер 8 декабря 1988 года в Москве. Похоронен на Армянском кладбище.

## Научная деятельность
Изучал общую циркуляцию атмосферы, динамику термобарического поля в тропосфере и др. В конце 1936 года предложил организовать хотя бы на европейской территории СССР сеть аэрологических станций для оперативного зондирования. В 1940-х годах новаторски применил данные радиозондирования для построения высотных карт барической топографии, установив природу взаимосвязи между адвекцией температуры и динамическими изменениями атмосферного давления. В начале 1950-х годов в соавторстве с Н. Л. Таборовским разработал адвективно-динамический анализ (метод физического анализа атмосферных процессов и краткосрочного анализа погоды). Предложилл теорию влагооборота на основе новых представлений о природе струйных течений, стратосферных потеплениях, квазидвухлетней цикличности ветра в экваториальной стратосфере и др. Опубликовал множество научных работ, в том числе 20 монографий.